# Bârlești-Cătun
Bârlești-Cătun falu Romániában, Erdélyben, Fehér megyében.

## Története
Bârleşti-Cătun korábban Kozsokány része volt. 1956 körül vált külön 148 lakossal.
1966-ban 99, 1977-ben 38, 1992-ben 35, 2002-ben 27 román lakosa volt.